# Praskóvia Uvàrova
La comtessa Praskóvia Serguéievna Uvàrova, rus: Праско́вья Серге́евна Ува́рова, nascuda princesa Sxerbàtova, rus: Щербатова, el 9 d'abril de 1840 a Bobriki (gubèrnia de Khàrkov) i morta el 30 de juny de 1924 a Dobrna (llavors Iugoslàvia, actualment Eslovènia), fou una científica, historiadora i arqueòloga russa.

## Família
Filla gran del príncep Serguei Aleksàndrovitx Sxerbàtov (1804-1872) i de la seva esposa, nascuda princesa Praskóvia Boróssovna Sviatopolk-Txetvertínskaia.
El 1859, la princesa Praskóvia Sxervàtova es casa amb el comte Aleksei Uvàrov (1825-1884), fill del comte Serguei Uvàrov i de la seva esposa, nascuda comtessa Iekaterina Ivànovna Razumóvskaia (1783-1849). El comte Aleksei Uvàrov, el seu marit, era historiador i arqueòleg.
D'aquesta unió en naixeren set infants :
- Aleksei Alekséievitx Uvàrov (1859-1913), es caspa amb Anna Ivànovna Stenberg.
- Praskóvia Alekséievna Uvàrova : (1860-1834).
- Serguei Alekséievitx Uvàrov : (1862-1888).
- Iekaterina Alekséievna Uvàrova : (1863-1863)
- Iekaterina Alekséievna Uvàrova : (1864-1953)
- Fiódor Alekséievitx Uvàrov : (1866-1954), president del consell de districte de Mojaisk, membre del Consell d'Estat de l'assemblea dels zemstvos de Moscou, es casà amb la princesa Iekaterina Vassílievna Gudóvitxa (1848-1948), germana d'Aleksandr Boríssovitx Gudóvitx. Després de la Revolució Russa, la parella emigrà a França.
- Ígor Alekséievitx Uvàrov : (1869-1934), mariscal de la noblesa de Belski, es casà amb Ielizaveta Nikolàievna Khomiàkova.[1]

## Biografia

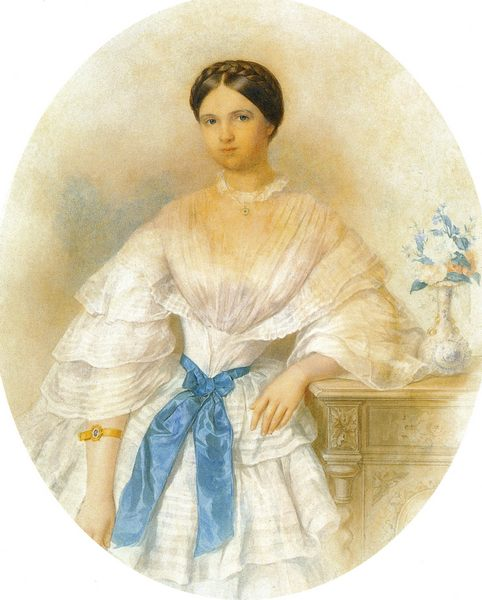
La princesa Praskóvia Serguéievna Uvàrova entre 1856 i 1858.

Segon infant del príncep Serguei Aleksàndrovitx Sxerbàtov, descendent del cèlebre historiador rus Mikhaïl Sxerbàtov.

### Infància
La jove Praskóvia va créixer a la finca familiar situada al comtat de Lebedianski (prop de Tambov). La família estava composta per nou fills. Quan el major dels seus germans, el príncep Borís Serguéievitx Sxerbàtov (1837-1921) va arribar a l'edat d'escolarització, la família va sortir de la casa i es va traslladar a Moscou
Els seus pares li donaren una bona educació, amb institutrius i tutors a casa. La seva mare li va donar com a mestres persones amb grans qualitats: entre ells, el filòleg i crític literari rus Fiódor Bouslàiev, que li ensenyà literatura russa; el professor de música fou Nikolai Rubinstein, germà del pianista Anton Rubinstein; el dibuix i la pintura li foren ensenyats per Aleksei Savràssov. La princesa parlava diversos idiomes, inclòs el francès, l'idioma de l'aristocràcia en aquell moment.
Després d'arribar al seu 18è aniversari, la princesa Sxerbàtova va fer el seu "debut" i va aparèixer durant uns mesos als balls que es feien en el si de l'alta societat moscovita. És possible que Praskóvia hagi inspirat la imatge de Kitti Sxerbatskaia a la novel·la Anna Karènina de Lev Tolstoi.
| «                                                       | El vestit no li oprimia enlloc, i cap encaix no era tampoc fora de lloc. Les sabatetes color rosa, d'alt taló, en comptes d'oprimir-la, semblaven acariciar-la i fer més bells els seus peuets. Els espessos i rossos tirabuixons postissos adornaven amb naturalitat el seu caparró. Els tres botons de cadascun dels seus guants estaven perfectament cordats i els guants s'ajustaven a les seves mans sense deformar-les gens ni mica. Una cinta de vellut negre envoltava suaument la seva gola (...) Els seus ulls brillants i els seus llavis pintats no podien evitar de somriure en veure-la tan bella. | » |
| — L. N. Tolstoi " Anna Karènina, "Part I, capítol XXII" | |   |

Praskóvia Serguéievna estava envoltada per un gran nombre d'admiradors en aquests balls.

### Apassionada per l'arqueologia

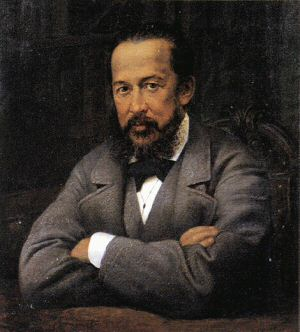
El comte Aleksei Uvàrov, espòs de la princesa Praskóvia Serguéievna Uvàrova

El 1859, la jove princesa Sxerbàtova, amb només 18 anys, es casa amb el Uvàrov. Se'n van de viatge de noces per Itàlia, fet que desperta l'interès de la jove dona per l'arqueologia. Visita llavors amb el seu marit, gran amant de l'arqueologia, les viles de Roma, Nàpols, Florència o Ravenna i les excavacions d'Herculà i Pompeia. Junts admiren els tresors arquitectònics d'Itàlia, visitant les ruïnes, els museus i les col·leccions privades. Va ser durant el seu viatge de noces que la parella tenia pensat recollir objectes rars i preciosos dispersos aquí i allà a Rússia.
De tornada a Rússia, Praskóvia Serguéievna aporta una valuosa ajuda per al seu marit. El 1864, el comte és un dels fundadors de la Societat Arqueològica de Moscou. La dedicació, el treball realitzat per la comtessa durant els preparatius del congrés arqueològic va ser molt apreciats pel comte. Ell li dedicà la seva obra: L'Edat de pedra i li testimonià tot el seu reconeixement a la dedicatòria : « Sempre ha estat implicada en tots els meus viatges i sempre m'ha ajudat en la meva investigació».
El 29 de desembre de 1884, el comte Uvàrov va morir sobtadament. Convertida en vídua, Praskóvia Serguéievna reprèn la feina duta a terme pel seu marit. El 14 de gener de 1885 fou triada com el primer membre honorari de la Societat Arqueològica de Moscou, i a l'abril del mateix any, el president d'aquesta companyia va nomenar. El 1895, la comtessa va ser elegida membre honorari de l'Acadèmia Imperial de Ciències en 1891, professora de les universitats de Dorpat (1888), Khàrkov (1906), Kazan (1910) i Moscou (1910), membre de l'Institut Arqueològic de Sant Petersburg (1891) i de l'Institut Làzarev de llengües orientals (1902). En 1892, la Societat d'Antiquaris de França l'elegí també com a membre de la societat.

### Decés

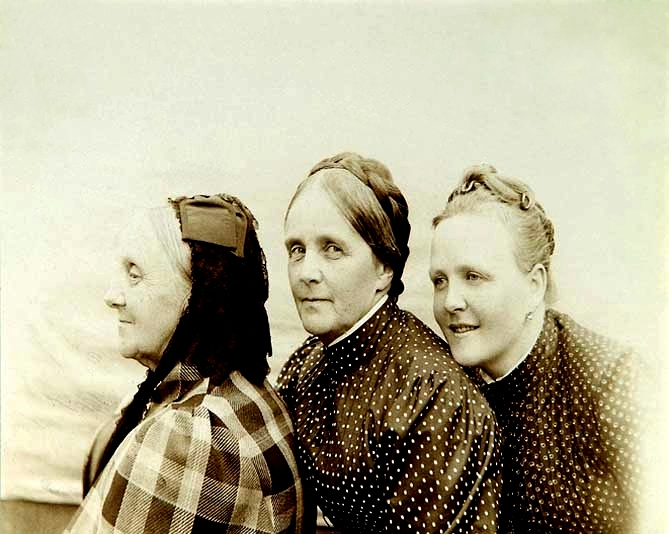
Tres generacions: La comtessa Uvàrova (al centre) amb sa mare, la princesa Sxerbàtova (nascuda princesa Sviatopolk-Txetvertínskaia) i la seva filla, la comtessa Praskóvia Serguéievna Uvàrova

Després de la Revolució d'Octubre de 1917, la comtessa Uvàrova va emigrar a Iugoslàvia, on el 30 de juny de 1924, va morir arruïnada a Dobar.

## Treball dut a terme per la Societat Arqueològica de Moscou

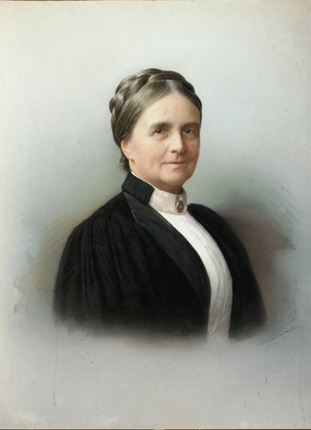
Retrat de la comtessa Uvàrova

La comtessa Uvàrova es va dedicar per complet a l'obra de la Societat Arqueològica de Moscou, fundada pel seu marit. Es va consagrar a l'estudi, preservació i promoció de les antiguitats nacionals. A finals del segle xix, a la Societat hi havia al voltant de 500 persones. Hi eren les llumeneres de la ciència russa com ara Vassili Óssipovitx Kliutxevski, l'historiador Mikhaïl Petróvitx Pogodin (1800-1875), l'historiador Serguei Mikhàilovitx Soloviov (1820-1879), l'arqueòleg i historiador Ivan Iegòrovitx Zabielin (1820-1909), l'arqueòleg Vassili Alekséievitx Gorotsov (1860-1945), els arquitectes i historiadors Konstantín Mikhàilovitx Bikovski (1840-1906), Lev Vladímirovitx Dahl (1834-1878), Fiódor Fiódorovitx Gornostàiev, artistes com Apol·linari Mikhàilovitx Vasnetsov (1856-1933), Dmitri Ivànovitx Iermakov (1846-1916), Ilià Semiónovitx Ostroúkhov (1858-1929) i un gran nombre d'altres personalitats. La comtessa va dirigir grans excavacions, centrades especialment en el Caucas i tingué una participació destacada en l'organització dels congressos arqueològics per al Museu històric de l'Emperador Alexandre III. Després de la mort del seu marit al maig de 1885 va ser elegit presidenta de la Societat Arqueològica de Moscou. Va presidir la Comissió per a la conservació dels monuments antics, que va abordar les qüestions de conservació de centenars de monuments. Arqueòlegs, historiadors, arquitectes, historiadors de l'art van anar a les zones més remotes de Rússia per fer estudis a gran escala. El 1916 Uvàrova va escriure una carta al ministre de l'Interior, Aleksei Khvostov, on l'instava a aprovar una llei per prohibir l'exportació d'antiguitats de Rússia.

## Treballs científics duts a terme per Praskóvia Serguéievna Uvàrova

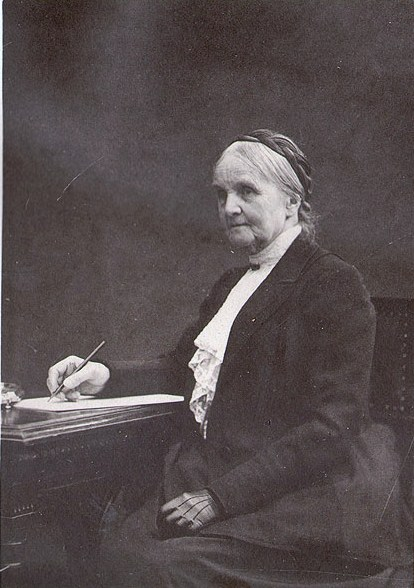
La comtessa Praskóvia Serguéievna Uvàrova el 1910.

- L'arquitectura de les províncies del Sud-oest (1920).
- Sobre la protecció dels monuments vivents (1914).
- Els museus regionals (1891).
- La ciutat de Breslau i el Museu (1900).
- El Museu de Trieste (1900).
- Els cementiris del Caucas del Nord (1902).
- La col·lecció del Museu del Caucas (1902).
- Catàleg de l'exposició que representa la Mare de Déu : el període antic (1896).
- Els esmalts del Museu Poretski (1909).
- Nota històrica sobre les activitats de la Societat Arqueològica Imperial de Moscou en els primers 25 anys d'existència (1890).
- Visió de conjunt dels dotze primers congressos (1905).
- Caucas. Notes de viatge (1904).

## Memòria
- El 1897, els floriculturistes luxemburguesos Soupert & Notting van presentar una nova varietat de roses anomenada «Comtesse Théodore Ouwaroff» (en alguns catàlegs «Princesse Théodore Ouvaroff»). Per tant, a la comtessa Uvàrova se li van dedicar dues roses, una el 1861: — la Margottin (conservada al jardí de roses de Joseph Bonjean a Bèlgica), i l'altra - el 1897 a Soupert & Notting. Aquesta última no s'ha conservat, però sabem que pertanyia a un grup del te, estava plena d'àmplies flors (26-40 pètals) de color rosa amb el tint de color groc fosc a la base. Els "pares" de la rosa eren les varietats «Madame Lombard» i «Luciole» (T, Guillot fils, 1886).[5]
- L'abril del 1990, per iniciativa del museu històric-artístic de Múrom, s'establiren les "lectures Uvàrov" - una mena d'escola per als treballadors del museu i etnògrafs.